# Спартак (Московская область)
Спарта́к — посёлок в Раменском муниципальном районе Московской области. Входит в состав сельское поселение Верейское. Население — 1639 чел. (2010).

## Название
Название Спартак присвоено посёлку в 2002 году.

## География
Посёлок Спартак расположен в северной части Раменского района, примерно в 10 км к северо-западу от города Раменское. Высота над уровнем моря 113 м. Рядом с посёлком протекает река Пехорка. В посёлке имеется улица Парковая. Ближайший населённый пункт — село Быково.

## История
В 1882 году московский купец И. Н. Сувиров основал шерстоткацкую фабрику. После 1917 года фабрика получила название «Спартак».
В 1926 году фабрика входила в Верейский сельсовет Быковской волости Бронницкого уезда Московской губернии.
С 1929 года — в составе Раменского района Московского округа Московской области.
До муниципальной реформы 2006 года посёлок входил в состав Быковского сельского округа Раменского района.

## Население
| 1926 | 2002  | 2010  |
| ---- | ----- | ----- |
| 134  | ↗1311 | ↗1639 |

В 1926 году в посёлке при фабрике проживало 134 человека (60 мужчин, 74 женщины). По переписи 2002 года — 1311 человек (566 мужчин, 745 женщин).